# Miguel Abraham Rojas
Miguel Abraham Rojas Mesía, más conocido como Miguel A. Rojas (Chachapoyas, 18 de febrero de 1862-Lima, 6 de diciembre de 1949) fue un reconocido médico, político, filósofo y poeta peruano.

## Reseña biográfica
Miguel A. Rojas fue el séptimo y último hijo de los hacendados chachapoyanos Tomás Rojas y María del Carmen Mesía Arévalo. Su infancia transcurrió en su ciudad natal, pero a los 11 años fue enviado a estudiar a una escuela privada en Lima, con la esperanza de que luego se dedicara al sacerdocio. 
Una vez culminada la secundaria, Rojas optó por ingresar a la Facultad de Medicina de San Fernando de la Universidad Nacional Mayor de San Marcos. Siendo estudiante, se enroló en el servicio militar para ayudar a contrarrestar la invasión chilena durante la Guerra del Pacífico, prestando atención en el Hospital de San Bartolomé a los heridos en las batallas de San Juan y Miraflores.
En 1886 se recibió como médico con su tesis El microbio patógeno; y al año siguiente comenzó a ejercer en un campo de chinos culíes en la localidad de Chicama, en el norte peruano. En 1890 retornó a su ciudad natal para contraer matrimonio con su prima hermana, María Luisa Mesía Niño, con la que se mudó un año después a Cajamarca a continuar su labor médica. En agosto de ese mismo año, escribió un soneto, “A el Marañón”, dedicado al trágicamente fallecido poeta chachapoyano Fabriciano Hernández, que es una de sus obras más recordadas.
Ya en 1891, también fue elegido diputado suplente por la provincia de Bongará de Amazonas, cargo que ocupó cuatro años después de manera titular en el Congreso del Perú. Entre 1898 y 1899 trabajó en las ciudades de Moyobamba, Tarapoto y Yurimaguas, para luego asentarse en Iquitos, en donde ejerció la alcaldía en 1900. En ese mismo año, ocupó brevemente el cargo de Ministro de Fomento y Obras Públicas durante el gobierno del presidente Eduardo López de Romaña.
En 1907 es elegido como senador de la República por el departamento de Loreto, cargo en el cual logró que se concretaran importantes obras para Iquitos, como la instalación del servicio telegráfico, el establecimiento de una escuela industrial y una estación agrícola experimental, la construcción del hospital Santa Rosa y la iglesia matriz, y el pavimentado de algunas calles de la ciudad con piedra importada.
El 24 de septiembre de 1908, el recientemente electo presidente Augusto B. Leguía lo designó como su Ministro de Gobierno y Policía —como parte del gabinete Romero—, cargo que ejerció hasta el 8 de junio de 1909. Fue durante su periodo como ministro que se debeló el intento de golpe de Estado ocurrido el 29 de mayo de aquel año, el cual acabó con más de 100 muertos. En 1913 participó en el  5.º Congreso Médico Latinoamericano, celebrado en Lima.
Luego de su paso por la política, se mudó al departamento de Arequipa, ejerciendo la medicina en las ciudades de Mollendo y Arequipa. Aquí tuvo la oportunidad de conocer y departir con intelectuales arequipeños como los escritores Jorge Polar y Juan José Reinoso, y desarrollar su pasión por la poesía, de la cual existe un compendio realizado en 1974 por su sobrino nieto e historiador chachapoyano, Gustavo Collantes Pizarro.
En 1924 se mudó de manera definitiva a la capital peruana, donde pasaría sus últimos 25 años. El 6 de junio de 1934 se convirtió en miembro de la Academia Nacional de Medicina, dando un discurso titulado “Reflexiones sobre el médico ideal”, que una década después evolucionaría en su obra magna, El ideal médico y el médico ideal, una serie de ensayos en donde vuelca su aprendizaje, experiencia, meditaciones y opiniones sobre la medicina y su ejercicio.
En 1946, al cumplirse sesenta años de su ejercicio profesional, recibió un sentido homenaje de la Academia Nacional de Medicina.
Miguel A. Rojas falleció en la ciudad de Lima el 6 de diciembre de 1949 a los 87 años de edad. Se encuentra enterrado en el Cementerio Presbítero Maestro de dicha ciudad.

## Publicaciones
Entre sus obras escritas destacan:
- El ideal médico y el médico ideal (1934)
- Elogio académico del profesor Leonardo Villar (1936)

Entre sus publicaciones científicas destacan:
- «Apendicitis» (1889)
- «El vómito negro en Iquitos» (1914)

## Distinciones
- Academia Nacional de Medicina (Miembro, 1934)